# Das treibende Floß
Das treibende Floß ist ein deutscher Detektivfilm aus dem Jahre 1917 der Filmreihe Stuart Webbs. Die Titelrolle spielt Ernst Reicher.

## Handlung
Ellen Cay ist seit 18 Jahren ein Waisenkind. Ihr fürstlicher Vater, der ihr viel Geld hinterlassen hatte, wurde damals auf höchst mysteriöse Weise ermordet. Jetzt endlich möchte Ellen Gewissheit haben und betraut den Gentlemandetektiv Stuart Webbs mit der Aufklärung dieses Falles. Webbs ermittelt die Hintergründe und bekommt heraus, dass es sich bei dem Toten damals nicht um Ellens Vater, sondern um einen hohen türkischen Beamten handelte, der eher zufällig verunglückte. Darüber hinaus stellt sich heraus, dass Ellen in Wahrheit eine Prinzessin ist und dass ihr Vater noch lebt.

## Produktionsnotizen
Das treibende Floß passierte die Filmzensur im August 1917 und wurde am 12. Oktober 1917 im Marmorhaus uraufgeführt. Der vieraktige Film besaß 1502 Meter Länge und wurde mit Jugendverbot belegt. In Österreich wurde der Film für den 21. Oktober 1917 mit einer Länge von 1550 Meter angekündigt. Bei diesem Film handelt es sich um das 17. Stuart-Webbs-Abenteuer.

## Kritik
In Paimann’s Filmlisten ist zu lesen: „Stoff sehr gut. Spiel, Photos und Szenerie, besonders die Fluchtszene am Floß, ausgezeichnet.“